# Konstgjorda Pompe
Konstgjorda Pompe är en revy av Hans Alfredson och Tage Danielsson.
Revyn spelades på Gröna Lund i Stockholm sommaren 1963 och var experimentell på så vis att den bestod av både sceniska och filmade inslag. Revyn blev inte en sådan stormsuccé som Gröna hund blivit på Gröna Lund sommaren innan och med den ganska stora kostnaden för filmerna återstod efter fyra månaders spelperiod en vinst på bara 404 kronor, enligt Alfredson.[källa behövs]
I ensemblen ingick bland annat Monica Nielsen, Lill Lindfors, Gösta Ekman, Sonya Hedenbratt, Lasse Bagge och Mille Schmidt. I filminslagen medverkade Hasseåtage själva, Zarah Leander, Carl-Gustaf Lindstedt, Monica Zetterlund och Mosebacke Monarki-gänget. Bland sångerna i revyn finns "Tant Adéle", "Hagforstösera", "Vi har det bra" och "Hur ska det gå med min syndiga kropp?". Detta var det första samarbetet mellan Hasseåtage och Gösta Ekman och den enda av Svenska Ords revyer som inte getts ut på skiva. Den finns dock utgiven på DVD (i boxen Hasse & Tage – samlade revyer, 2007).